# 과학사상사 연표
| 시기                   | 과학사상 | 비고                                       |
| ---------------------- | --- | ------------------------------------------ |
| 기원전 330만 년경      | 케냐에서 석기 출현 | 기술                                       |
| 기원전 4000년          | 최초의 도시, 우루크: 인간이 자연과 분리된 도시라는 인공적 공간을 조성, 자연을 자신과 분리된 것으로 인식함. | 기술                                       |
| 기원전 4000년          | 메소포타미아의 회계장부: 고대 수메르인들이 60진법인 기수법을 고안했다. | 지중해 철학 경제학 수학 회계학             |
| 기원전 3000년 이후     | 아시리아에서 악몽을 치료하기 위해 가설적 인과성이 제기됨. | 인간과학                                   |
| 기원전 2000년 이후     | 에누마 아누 엔릴: 점괘문. |                                            |
| 기원전 1878년 12월 2일 | 에누마 아누 엔릴 서판 제50, 51번에 일식 관측이 기록됨 | 천문학                                     |
| 기원전 585년           | 탈레스, 자연을 발견 |                                            |
| 기원전 400년           | 히포크라테스의 테크네. | 의약학                                     |
| 기원전 4세기           | 에우클레이데스의 『원론』이 나오면서 형식체계와 연역을 기반으로 한 공리과학이 가능해짐. | 그리스 철학                                |
| 기원전 3세기           | 아레토스테네스: 지구의 크기와 지구로부터 해와 달의 거리를 계산함 | 그리스 철학                                |
| 기원전 50년대          | 셀레우코스 셀레우케이오스: 조석이 달로 인한 것임을 발견 | 그리스 철학                                |
| 기원후 5세기           | 힌두-아랍 10진기수법이 사용되기 시작 | 아랍철학, 인도철학                         |
| 630년                  | 아비윤 알비트릭: 초기 천문의기 | 아랍 천문학                                |
| 776년-869년            | 알 자히즈: 자연선택에 대한 최초의 과학적 논의 | 아랍과학                                   |
| 780년-850년            | 무하마드 이븐 무사 알콰리즈미: 대수학과 알고리듬의 토대를 놓다. | 아랍과학                                   |
| 806년                  | 무함마드 이븐 이브라힘 알파자리: 항해용 천문관측의를 발명. | 아랍지리학, 아랍수학                       |
| 801년-873년            | 알킨디: 암호학, 암호해독, 빈도분석의 아버지. | 아랍수학                                   |
| 850년-950년            | 자비르 이븐 하이얀: 화학사에서 중요한 문헌들을 남김 | 아랍화학                                   |
| 858년-929년            | 알바타니: 삼각법 공식을 많이 남김. 분점의 세차운동 값(1년에 54.5초 = 66년에 1도), 황도 경사(23도 35분) 계산 | 아랍수학, 아랍천문학                       |
| 859년                  | 파티마 알피흐리: 세계 최초의 대학교(알 카라윈 대학교)와 졸업학위를 발명 | 아랍교육학                                 |
| 973년-1050년           | 알베루니: 연대학과 인도학의 창시 | 아랍과학                                   |
| 기원후 10세기          | 무함마드 이븐 자카리야 라지: 아리스토텔레스의 4원소설과 갈레노스의 체액설을 반박. 홍역과 천연두의 발견, 증류한 원유에서 등유 분리. | 지중해-아랍철학                            |
| 1021년                 | 이븐 알하이탐의 『광학서』: 최초의 정확한 시각 이론. 과학적 방법의 아버지. | 지중해-아랍철학                            |
| 1020년                 | 이븐 시나의 『의학정전』: 이후 600년간 유럽의 표준적 의학 교과서 | 페르시아 의약학                            |
| 1027년                 | 이븐 시나의 『치유의 서』: 뉴턴의 운동 제1법칙을 최초로 정확히 기술 | 페르시아 철학                              |
| 1048년-1131년          | 오마르 하이얌: 기하적 대수학. 데카르트의 해석기하학의 선배. 삼차방정식의 해. | 아랍수학                                   |
| 1058년-1111년          | 알가잘리: 논리학, 철학, 사업윤리학 | 아랍철학                                   |
| 1121년                 | 알하지니: 먼 거리에서의 중력과 중력위치에너지의 일종을 서술. 고도가 높아지면 공기밀도가 희박해짐을 발견. | 지중해-아랍철학                            |
| 1135년-1213년          | 샤라프 알딘 알투시 : 선형 아스트롤라베 발명. 함수의 개념을 최초로 제안. | 아랍수학                                   |
| 12세기                 | 이븐 바즈자: 반작용을 발견. | 지중해-아랍철학                            |
| 12세기                 | 아불 바라카트 알바그다디: 힘과 가속도의 관계. | 지중해-아랍철학                            |
| 1206년                 | 이스마일 알자자리: 고전 자동기계, 세그멘탈 기어, 크랭크샤프트, 캠샤프트의 발명자 | 아랍공학                                   |
| 12세기                 | 이븐 루시드: 힘, 일, 운동에너지의 관계. | 지중해-아랍철학                            |
| 1220년–1235년          | 로버트 그로스테스트, 로저 베이컨: 과학적 방법론의 맹아 | 유럽철학                                   |
| 1242년                 | 이븐 알나피스: 폐순환과 순환계를 발견. | 지중해-아랍철학                            |
| 1247년                 | 나시르 알딘 알투시: 투시의 쌍원 개념을 발명 | 아랍수학                                   |
| 13세기                 | 이븐 알샤티르: 달 운동의 새로운 모형을 제시. | 아랍천문학                                 |
| 13세기                 | 디트리히 폰 프라이베르크: 무지개 현상을 올바르게 설명해냄. | 유럽철학                                   |
| 13세기                 | 기욤 드 생클로드: 카메라 옵스쿠라로 일식을 관찰. | 유럽철학                                   |
| 1327년 이전            | 윌리엄 오컴: 오컴의 면도날 | 유럽철학                                   |
| 1332년-1406년          | 이븐 할둔: 사회학, 인구학, 경제학의 선구자. |                                            |
| 1429년                 | 울루그 베그: 수리천문학. 삼각법, 구면기하학 | 아랍천문학                                 |
| 1460년                 | 알리 쿠시지: 천체문학적 물리학을 발전 | 아랍천문학                                 |
| 1494년                 | 루카 파치올리: 복식부기의 집대성. | 유럽철학                                   |
| 1430년-1500년          | 아흐마드 이븐 마지드: 항법사 겸 지도제작사. 바스쿠 다 가마의 인도 항해에서 길잡이를 했다. | 아랍지리학                                 |
| 1543년                 | 니콜라우스 코페르니쿠스: 태양중심설 | 천문학 & 철학                              |
| 1550년                 | 타키 앗딘 무함마드 이븐 마우프: 증기터빈을 발명하다. | 아랍공학                                   |
| 1570년대               | 튀코 브라헤: 상세한 천문학 관측 | 천문학, 수학, 철학                         |
| 1600년                 | 윌리엄 길버트: 지구 자기장 발견 | 천문학 & 철학                              |
| 1609년                 | 요하네스 케플러: 행성운동법칙 | 천문학, 수학, 철학                         |
| 1610년                 | 갈릴레오 갈릴레이: 『시데레우스 눈치우스』에서 망원경 관측자료를 도판으로 사용하다. | 철학, 천문학                               |
| 1614년                 | 존 네이피어: 계산을 위해 대수를 사용하다 | 수리철학                                   |
| 1628년                 | 윌리엄 하비: 혈액순환을 발견하다. | 해부학, 의약학, 철학                       |
| 17세기                 | 르네 데카르트: 데카르트 좌표계 발명. 숫자의 집합으로 점의 위치를 지시할 수 있게 되고, 대수방정식을 2차원상에 기하학적으로 그려서 풀 수 있게 됨. 그리고 그 역으로 기하학적 모양이 대수식으로 전환될 수도 있음.                                                      | 철학                                       |
| 17세기                 | 바뤼흐 스피노자: 데카르트의 심신이원론을 반대. 스피노자는 물리계와 심리계의 실재는 같다고 보았다. 스피노자는 결정론자로서 인간의 행동마저도 완전히 결정된 것이고, 자유란 우리가 결정되었다는 것을 받아들일 수 있는 능력이라고 보았다.                              | 철학                                       |
| 1665년                 | 『왕립학회 철학회보』 동료평가거치는 과학학술지라는 것이 등장. | 철학                                       |
| 1669년                 | 니콜라스 스테노: 화석은 땅에 묻힌 시체일 수 있다고 주장. 층서학의 기본원리. | 지질학, 고생물학, 철학                     |
| 1675년                 | 안톤 판 레이우엔훅: 현미경으로 미생물을 관찰. 근대 생명과학의 시작. | 철학, 생명과학                             |
| 1675년                 | 고트프리트 빌헬름 라이프니츠: 미적분학 고안. 이후 단자론을 제시하고, 근현대 디지털 계산의 원리가 되는 2진법을 제안. 연속성의 법칙과 동차성의 초월법칙은 20세기 수학에서 쓸모를 찾음.                                                                               | 수리철학, 수리논리학                       |
| 1687년                 | 아이작 뉴턴: 운동법칙, 만유인력의 법칙. 고전역학의 기저. | 물리학, 철학                               |
| 1735년                 | 칼 폰 린네: 『자연의 체계』 초판 발행. 이 책의 제10판은 국제동물명명규약의 시작점으로 여겨진다. 1753년에 출간한 『식물종』은 현재의 식물명명규약의 시작점으로 여겨진다.                                                                                            | 식물학, 동물학, 생물학, 철학               |
| 1763년                 | 이미 죽은 토머스 베이즈가 정리를 처음 제시했다고 베이즈 정리라는 이름이 붙고 왕립학회에서 낭독됨. 베이즈 정리는 통계학의 베이즈 추론의 기초가 된다. | 철학, 통계학                               |
| 1767년                 | 제임스 던햄 스튜어트: 『정치경제학 원리를 찾아서』에서 수요와 공급이라는 용어를 사용. 이후 애덤 스미스가 1776년 『국부론』에서 그 용어를 차용. 데이비드 리카도는 1817년 『정치경제와 과세의 원리』에서 1개 장을 「수요와 공급이 가격에 미치는 영향」으로 할애했다. | 경제학, 철학, 사회학                       |
| 1778년                 | 앙투안 라부아지에와 조지프 프리스틀리: 산소의 발견. 플로지스톤설의 폐기. | 화학, 철학                                 |
| 1781년                 | 윌리엄 허셜: 천왕성을 발견하다 | 천문학, 철학                               |
| 1796년                 | 조르주 퀴비에: 절멸이 실제로 일어나는 사실임을 확립. | 생물학, 고생물학, 철학                     |
| 1800년                 | 알레산드로 볼타: 전기화학서열을 발견하고 전지를 발명함 | 화학                                       |
| 1805년                 | 존 돌턴: 원자설 | 화학, 철학                                 |
| 1859년                 | 찰스 다윈: 『종의 기원』 출간 | 철학, 생물학                               |
| 1866년                 | 그레고어 멘델: 완두의 형질유전을 발견(멘델의 유전법칙). | 철학, 생물학, 유전학                       |
| 1867년                 | 카를 마르크스: 『자본론 제1권』 출간 | 철학, 역사학, 경제학, 사회학               |
| 1869년                 | 드미트리 멘델레예프: 주기율표 | 화학, 철학                                 |
| 1877년                 | 루트비히 볼츠만: 엔트로피의 통계적 정의. | 물리학, 철학                               |
| 1887년                 | 마이켈슨-모올리의 실험에서 에테르 검출 실패. | 철학, 물리학                               |
| 1890년대               | 산티아고 라몬 이 카할: 축삭성장원추를 발견. "뉴런설"에 확실한 증거 제공. 근현대 신경학의 시작. | 신경학, 철학, 생리학, 인지과학             |
| 1899년–1900년          | 지크문트 프로이트: 무의식 이론을 발전시키고 정신동역학, 성심리 발전 연구를 시작. 프로이트는 인간의 사고와 행동은 마음 속 무의식이 작동하는 복잡한 과정이라고 주장했다.                                                                                             | 철학, 심리학                               |
| 1900년                 | 막스 플랑크: 플랑크의 흑체복사법칙. 양자역학의 기저. | 물리학, 철학                               |
| 1905년                 | 알베르트 아인슈타인: 특수상대론, 광전효과, 브라운 운동 | 물리학, 철학                               |
| 1906년                 | 발터 네른스트: 열역학 제3법칙 | 물리학, 철학                               |
| 1911년                 | 어니스트 러더퍼드: 원자핵 발견 | 물리학, 철학                               |
| 1911년                 | 오스카르 하인로트: 1877년 더글러스 스팔딩이 제기했던 각인효과를 재발견. 20세기 내내 각인을 도맡아 연구한 니콜라스 틴베르헌, 카를 폰 프리슈, 콘라트 로렌츠는 1973년 노벨상을 받았다.                                                                                | 품성론, 심리학, 인지과학, 동물학, 철학     |
| 1915년                 | 알베르트 아인슈타인: 일반상대론 | 물리학, 철학                               |
| 1924년                 | 볼프강 파울리: 파울리 배타 원리 | 물리학, 철학                               |
| 1925년                 | 에르빈 슈뢰딩거: 슈뢰딩거 방정식 | 물리학, 철학                               |
| 1927년                 | 베르너 하이젠베르크 불확정성 원리 | 물리학, 철학                               |
| 1927년                 | 조르주 르메트르: 대폭발 이론 | 물리학, 우주론                             |
| 1928년                 | 폴 디락: 디락 방정식 | 물리학, 철학                               |
| 1929년                 | 에드윈 허블: 허블의 법칙. 우주는 팽창한다. | 물리학, 우주론                             |
| 1930년대               | 존 메이너드 케인스: 케인스 혁명. 자유시장을 고수하던 신고전주의 경제학을 들어엎은 케인스는 총수요가 경제활동의 전반적 수준을 결정하며, 총수요가 불충분하면 장기간의 높은 실업으로 이어진다고 주장했다.                                                             | 경제학, 사회학, 철학                       |
| 1931년                 | 프리드리히 하이에크: 오스트리아 경기변동이론을 정교화하다. | 경제학, 사회학, 철학                       |
| 1931년                 | 쿠르트 괴델: 불완전성 정리. | 철학, 수학, 논리학                         |
| 1934년                 | 제임스 채드윅: 중성자 발견. | 물리학, 철학                               |
| 1934년                 | 카를 포퍼: 반증가능성을 비과학을 구분하는 구획기준으로 강조하다. | 과학철학                                   |
| 1937년                 | 앨런 튜링: 튜링 머신의 수학적 개념을 제시. | 철학, 수학, 심리학, 계산과학               |
| 1937년                 | 쿠르트 레빈: 허버트 블루머의 상징적 상호작용을 기반으로, 본성과 양육 어느 한쪽만으로는 사람의 행동과 인격이 설명되지 않는다고 주장. 본성과 양육이 서로 상호작용해서 인간을 만들어간다. 이 주장을 레빈의 방정식으로 공식화도 했다.                                  | 심리학, 사회학, 경영학, 조직행동학         |
| 1940년대               | 벤저민 리 워프: 언어의 상대성 원리(언어의 구조가 그 언어의 발화자의 세계관과 세계의 인식에 영향을 미친다는 주장)를 연구, 언어와 사고 사이에 관련이 있음을 보이고자 하다.                                                                                           | 인지과학, 심리학, 인류학, 철학             |
| 1942년                 | 조지프 슘페터: 창조적 파괴라는 개념을 도입. | 경제학, 사회학, 철학                       |
| 1943년                 | 오즈월드 에이버리: 디옥시리보핵산이 염색체의 유전물질임을 증명. | 생물학, 유전학, 생명과학                   |
| 1943년                 | 월터 피츠와 워런 스터지스 매컬러: 「신경활동에 내재한 생각의 논리적 미적분」이라는 세미나 논문에서 신경망 개념을 처음으로 수학적 모형으로 제시. | 인지과학, 인공지능, 심리학, 철학           |
| 1944년                 | 존 폰 노이만과 스타니스와프 울람: 세포 자동자의 수학적 개념을 제시. 이후 복잡계과학과 행위자 기반 모형의 기반이 됨. | 철학, 수학, 심리학, 계산과학               |
| 1944년                 | 존 폰 노이만과 오스카르 모르겐슈테른: 『게임 이론과 경제적 행동』. 게임 이론이라는 분야의 시작. | 철학, 수학, 심리학, 경제학                 |
| 1947년                 | 윌리엄 쇼클리, 존 바딘, 월터 브래튼: 최초의 트랜지스터 발명 | 전자공학, 전기공학                         |
| 1948년                 | 클로드 엘우드 섀넌 & 워런 위버: 「소통의 수학적 이론」. 정보이론을 개척. | 수학, 인지과학                             |
| 1948년                 | 노버트 위너: 인공두뇌학 개념 도입. | 수리철학, 인공지능, 인공두뇌학             |
| 1948년                 | 리처드 파인만, 줄리언 슈윙거, 도모나가 신이치로, 프리먼 다이슨: 양자 전기역학 | 물리학, 철학                               |
| 1950년                 | 루트비히 폰 베르탈란피: 일반체제이론 | 시스템과학, 인공두뇌학, 수학, 인지과학     |
| 1950년대               | 케네스 애로, 제라르 드브뢰, 라이오넬 W. 맥켄지: 일반균형이론 | 경제학, 사회학, 철학                       |
| 1950년대               | 레온 페스팅거: 인지부조화, 사회비교이론 개발. | 심리학, 사회학, 철학                       |
| 1951년                 | 존 보울비: 애착이론 | 심리학, 사회학, 인지과학, 철학             |
| 1952년                 | 조너스 소크: 소아마비 백신 | 의약학, 생물학                             |
| 1953년                 | 프랜시스 크릭과 제임스 왓슨: 디옥시리보핵산 나선구조 발견. 분자생물학의 토대. | 생물학, 유전학, 생명과학, 철학             |
| 1953년                 | 아나톨 라포포트: 인간 상호작용의 정보 교환과 인간생활에서의 갈등과 협력 관리를 위해 수학적 모델 도입. | 시스템과학, 인공두뇌학, 인지과학           |
| 1953년                 | 루트비히 비트겐슈타인: 『철학 탐구』에서 언어의 사용을 둘러싼 개념적 혼란이 대부분의 철학적 문제의 근원이라고 주장. | 철학, 언어학                               |
| 1954년                 | 장 피아제: 인지발달론 | 심리학, 철학, 인지과학                     |
| 1956년                 | 프랭크 하라리, 도윈 카트라이트: 균형이론을 수학적으로 공식화해서 일반화. | 철학, 사회심리학, 수리사회학               |
| 1957년                 | 노엄 촘스키: 『변형생성문법의 이론』. | 철학, 언어학, 인지과학, 계산과학, 심리학   |
| 1957년                 | 허버트 A. 사이먼: 제한적 합리성. 그는 1978년 노벨상을 수상했다. | 심리학, 경영학, 행동경제학, 인지과학, 철학 |
| 1958년                 | 윌리엄 필립스: 필립스 곡선. | 경제학, 사회학, 철학                       |
| 1960년대               | 폴 에크만 특정한 감정들에 생물학적 상관관계가 있는지 연구, 감정을 다윈주의적 접근법으로 연구할 수 있음을 보임. 에크만의 연구는 1970년대 에드워드 윌슨의 사회생물학과 1990년대 이후 진화심리학의 발생기저가 됨.                                                     | 심리학, 인류학, 사회학, 생물학             |
| 1962년                 | 토머스 쿤, 『과학혁명의 구조』에서 과학계는 주기적인 “패러다임 전환”이 일어나며, 과학적 참의 개념도 역사적으로 특정한 패러다임 위에서만 참인 것이며 그것은 과학자 공동체의 총의로 정의되는 것이라 주장.                                                            | 과학철학                                   |
| 1963년                 | 스탠리 밀그램이 밀그램 실험을 발표. 사회시스템에서 사람이 권위 있는 자의 명령을 받으면 자신의 의지나 양심에 거스르는 명령이라도 복종할 수 있음을 보임. 이 연구는 홀로코스트 때 사회의 동조와 복종을 설명하기 위해 수행되었다.                                      | 심리학, 사회심리학, 인지과학, 철학         |
| 1963년                 | 로렌스 몰리, 프레드 바인, 드러먼드 매튜스: 바인-매튜스-몰리 가설. 해양지각의 고지자기 줄무늬를 판구조론의 증거로 제시하다. | 지질학                                     |
| 1964년                 | 머레이 겔만, 게오르기 츠바이크: 쿼크를 상정하다. | 물리학, 철학                               |
| 1968년                 | 로버트 로젠탈, 레노어 제이콥슨: 사회관계에서의 자기실현적 예언을 실험적으로 증명. 예컨대 교사들이 학생에게 향상된 성과를 기대하면 정말로 그러한 향상이 나타남. 레이트 블루머 효과라고도 한다.                                                                      | 사회심리학, 철학                           |
| 1968년–1970년          | 테리 위노그라드: 자연어를 이해할 수 있는 인공지능 SHRDLU를 개발하다. | 계산과학, 인공지능, 인지과학               |
| 1969년                 | 콘라트 추제: 『우주를 계산하다』엣 우주의 물리법칙은 자연과 분리되어 있고, 저체 우주는 단세포 자동장치의 결정론적 계산의 결과라고 주장했다. 이 "추제 이론"은 디지털물리학 분야의 기초가 되었다.                                                                    | 수학, 인지과학, 복잡계이론, 디지털과학     |
| 1969년                 | 인터넷의 발명 | 정보이론, 계산과학, 전기공학               |
| 1970년                 | 조지 애커로프: 비대칭 정보 조건에서의 경제활동을 연구하다. 정보의 비대칭은 파는 쪽이 사는 쪽보다 더 많이 알고 있을 때 발생한다. | 경제학, 인지과학, 경제심리학               |
| 1970년                 | 존 호턴 콘웨이: 컴퓨터 프로그램 생명게임을 개발하다. 살아있는 유기생명체의 사회가 흥기하고 몰락하며 소외되는 과정을 시뮬레이션하다. | 수학, 계산과학, 행위자모델링, 인지과학     |
| 1970년대               | 아모스 트버스키, 대니얼 카너먼: 인간의 판단과 의사ㅣ결정에 대한 심리학 연구로, 인간에게는 인지적 편향이 구조적으로 만연해 있고 매일매일 리스크를 관리하며 살아간다고 주장하다.                                                                                     | 심리학, 인지과학, 철학                     |
| 1972년                 | 닐스 엘드리지, 스티븐 제이 굴드: 단속평형설을 제기하다 | 고생물학, 생물학, 진화과학                 |
| 1977년                 | 보이저 프로그램이 두 대의 우주선을 발사하다. | 우주론, 천문학, 철학                       |
| 1981년–1984년          | 로버트 악셀로드와 윌리엄 도널드 해밀턴이 인지기능이 있는 존재자 간에 협동이 진화하는 것을 수학적으로 컴퓨터 모델링하다 | 정치과학, 계산과학, 심리학                 |
| 1986년                 | 데이비드 루멜하트, 제임스 매클렐런드: 심리학에서 인간의 인지기능을 병렬분산처리로 모델링하는 것을 제안, 연결주의를 도입하다. | 심리학, 인지과학, 계산과학, 인공지능       |
| 1987년                 | 존 C. 터너와 마이클 호그: 자기범주화 이론 | 사회심리학, 철학                           |
| 1988년                 | 양자세포자동자 개념이 제안, 양자 전산과 양자 컴퓨터 개념으로 이어진다. | 계산과학, 수학                             |
| 1970년대–1988년        | 마빈 민스키 & 시모어 페퍼트: 마음의 사회 이론 개발을 시작하다. | 인공지능, 인지과학, 심리계산과학, 철학     |
| 1988년                 | 루이지 루카 카발리 스포르차: 집단유전학을 연구하여 어족과 유전자 나무 사이에 강한 유사성이 있다며, 언어와 혈통이 공진화하며 함께 유전되었다는 이중 유전 이론을 제기했다.                                                                                           | 유전학, 인류학, 언어학                     |
| 1989년–1990년          | 팀 버너스리: 월드 와이드 웹을 발명하다. 웹 서버와 하이퍼텍스트 전송 프로토콜 클라이언트가 인터넷을 통해 통신할 수 있게 되다. | 계산과학, 정보이론                         |